# Bojary (województwo pomorskie)
Bojary (kaszb. Bòjarë) – kolonia kociewska w Polsce położona w województwie pomorskim, w powiecie tczewskim, w gminie Tczew. Wieś wchodzi w skład sołectwa Boroszewo.
W latach 1975–1998 miejscowość administracyjnie należała do województwa gdańskiego.
Inne miejscowości o nazwie Bojary: Bojary